# David Yonggi Cho
David Yonggi Cho (14. února 1936 – 14. září 2021 Soul) byl korejský křesťanský misionář a pastor.

## Život
V roce 1931 Mukdenským incidentem začala japonská okupace Mandžuska. Japonci zároveň využívali plodiny vypěstované na Korejském poloostrově a nutili tamní obyvatele je sklízet. Do této společenské situace se Cho narodil do rodiny majitele firmy na výrobu rukavic a ponožek, nicméně společnost brzy zkrachovala a Cho si musel na živobytí vydělávat sám. Od japonské nadvlády osvobodily Koreu až roku 1945 americké vojenské jednotky. Na vojenských základnách armády Spojených států, které se v Jižní Koreji nacházely, se naučil angličtinu a když mu bylo patnáct, začal pro americké vojenské jednotky dělat překladatele do korejštiny. V té době mezi roky 1950 a 1953 probíhala Korejská válka. V poslední rok války, na jaře 1953, se Cho při cvičení poranil na hrudi. Vzhledem k finanční situaci rodiny a s ohledem na stále probíhající válečné boje nemohl zraněný dostat potřebnou zdravotnickou péči. Postupně slábl a navíc mu byla diagnostikována tuberkulóza. Kvůli ní musel na léčení do nemocnice, protože vykašlával krev. Vzhledem k tomu, že se mu nedostávala dostatečná léčba, zeslábl a ocitl se blízko smrti. Během nemocničního pobytu dostal od mladé dívky Bibli, kterou se Cho rozhodl přečíst. Jejím textem byl osloven do té míry, že se rozhodl opustit dosud praktikovaný buddhismus a stát se křesťanem.
Z nemoci se nakonec uzdravil a jako poděkování Bohu začal roku 1956 navštěvovat Full Gospel Bible College v Soulu, kde se připravoval na duchovní službu. O dva roky později (1958) spolu s Jashil Choi, která se posléze, když si vzal za manželku její dceru, stala jeho tchyni, začal ve vysloužilém vojenském stanu americké armády pořádat pro veřejnost bohoslužby. Počet jejich účastníků postupně rostl, až za tři roky jejich setkání pravidelně navštěvovalo na šest stovek účastníků. Posléze se sbor rozrostl až na 2400 členů. Následně Cho rozdělil sbor na dvacet menších skupinek věřících, v čele každé z nich stál jeden vedoucí. Vzdělávání předáků skupinek postupně upravoval a zlepšoval, až v roce 1973 čítal jeho sbor na osmnáct tisíc členů. Choova církev, které dal název Církev plného evangelia (Yoido Full Gospel Church), se řadí k proudu letničního hnutí.
V čele sboru stál Cho až do roku 2008, kdy se rozhodl přepustit toto místo Young Hoon Leemu. Na sedm nedělních bohoslužeb dochází až 800 tisíc věřících, což z něj činilo největší sbor na světě.